# Mile Vidović
Msgr. dr. Mile Vidović (Vidonje, 1. listopada 1935.), hrvatski katolički svećenik i crkveni povjesničar.

## Životopis
Nakon velike mature u Splitu 1955. upisao je filozofsko-teološki studij koji je završio 1961. godine i bio zaređen za svećenika. Na Katoličkom bogoslovnom fakultetu u Zagrebu 1977. stekao je akademski stupanj magistra, a obranom disertacije Nikola Bijanković biskup makarski 1695. do 1730. godine 1979. postao je doktor teoloških znanosti, specijalizacija povijest Crkve u Hrvata.
Službu župnikovanja započeo je u župi Seget kod Trogira, nakon čega je imenovan za odgojitelja u Bogoslovnom sjemeništu u Splitu. Godine 1968. imenovan je župnikom u Makarskoj te biskupskim vikarom za područje nekadašnje Makarske biskupije. Kancelarom Splitsko-makarske nadbiskupije, i arhiđakonom Metropolitanskog kaptola u Splitu postaje 1978. Nadbiskup Frane Franić imenuje ga 1981. za svoga generalnog vikara Splitsko-makarske nadbiskupije. Tu je službu obnašao do umirovljenja nadbiskupa 1988. Nakon toga predavao je povijest i vjeronauk na Biskupskoj klasičnoj gimnaziji u Splitu a 2001. postaje njen ravnatelj, i to do umirovljenja 2010. Godine 1970. papa Pavao VI. počastio ga je naslovom monsinjora, a 1981. papa Ivan Pavao II. naslovom počasnoga prelata.

### Nagrade i priznanja
- Nagrada Ivan Kukuljević Sakcinski za najbolje djelo objavljeno u nakladi svih Ogranaka Matice hrvatske godine 2007. za knjigu Povijest Crkve u Hrvata (drugo dopunjeno izdanje, Metković – Split, 2007.)[2]
- Nagrada grada Metkovića "Narona" na području kulture 20. srpnja 2008.,[3]
- Nagrada Splitsko-dalmatinske županije za životno djelo 31. ožujka 2016.[4]
- Nagrade Dubrovačko-neretvanske županije za životno djelo 11. svibnja 2017..[5]

## Objavljene knjige
- Nikola Bijanković biskup makarski 1695. – 1730., izvadak iz doktorske disertacije, CUS. Split, 1979.
- Nikola Bijanković splitski kanonik i makarski biskup 1645. – 1730. CUS, Split, 1981.
- Župa Vidonje, god. 1993. prvo, a 1994. drugo izdanje, CUS, Split.
- Povijest Crkve u Hrvata, CUS, Split, 1996.
- Sakralni objekti u dolini Neretve, Ogranak Matice hrvatske Metković, Metković 1998.
- Župa Dobranje – Bijeli Vir, CUS, Split, 1998.
- Don Radovan Jerković, život i djelo, prigodom 100. godišnjice rođenja i 50. godišnjice mučeničke smrt (suautor i priređivač), Matica hrvatska Metković, Metković, 2000.
- Josip Marija Carević, biskup dubrovački 1883. – 1945., suautor i supriređivač, Biskupski ordinarijat Dubrovnik i Matica hrvatska Metković, Dubrovnik – Metković, 2002.
- Splitsko-makarska nadbiskupija, župe i ustanove, Nadbiskupski ordinarijat i CUS, Split, 2004.
- Svećenstvo i redovništvo iz doline Neretve, Ogranak Matice hrvatske Metković, Metković, 2005.
- Povijest Crkve u Hrvata, drugo dopunjeno izdanje, CUS, Split, Ogranak Matice hrvatske Metković, Metković – Split, 2007.
- Povijest župa doline Neretve, Ogranak Matice hrvatske Metković, Metković, 2011.
- Kvirin Klement Bonefačić, biskup splitski i makarski za vrijeme komunističkog režima 1944-1954. CUS, Split, Ogranak Matice hrvatske Metković, Metković -Split, 2015.
- Mons. Ćiril Banić, biskup šibenski (1951. – 1961.) u raljama UDBE, CUS, Split, Ogranak Matice hrvatske Metković, Metković- Split, 2016.
- Proslava 400. obljetnice crkve u Vidonjama, Ogranak Matice hrvatske Metković, Metković, 2017.

Osim autorskih knjiga sudjelovao je i na brojnim znanstvenim skupovima o raznim povijesnim temama, koji su objavljeni u zbornicima. Povijesnim člancima javljao se i u raznim časopisima i novinama.